# Trachyliopus minor
Trachyliopus minor là một loài bọ cánh cứng trong họ Cerambycidae.